# Узбекистан в Великой Отечественной войне
Узбекистан в годы Великой Отечественной войны 1941—1945 являлся частью СССР в статусе союзной республики (Узбекская ССР), поэтому вступил в войну с момента вторжения армии нацистской Германии на территорию Советского Союза 22 июня 1941 года.

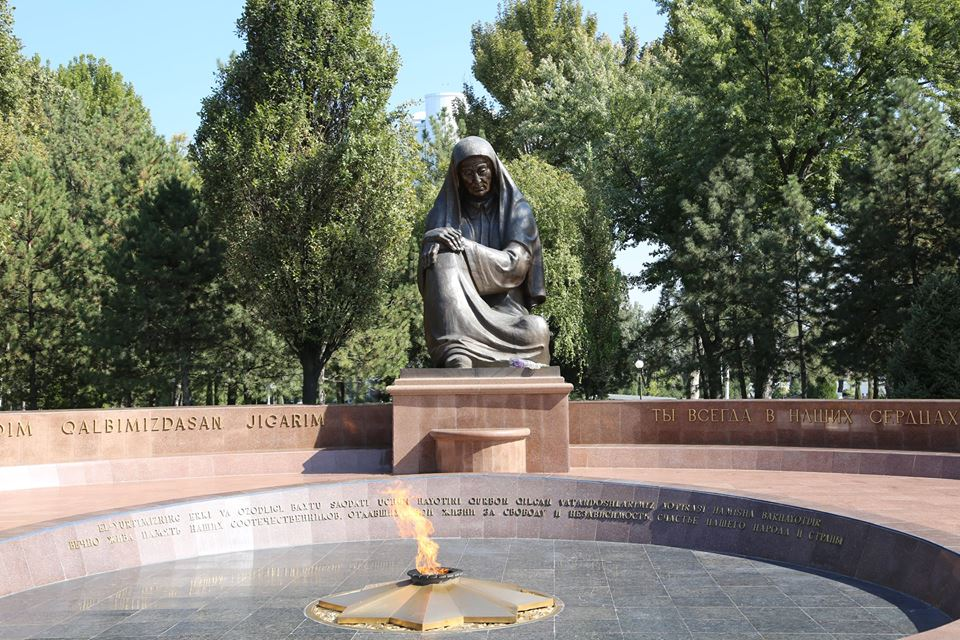
Скульптура «Скорбящая мать» и Вечный огонь в Ташкенте

## Участие в войне
В ряды Красной Армии ушли около 2 млн человек и из них 580 тыс. не вернулись домой. В том числе, на фронт ушло 4555 женщин республики. Среди них, например, радистка Р. Н. Ибрагимова и полевой хирург М. Ашрапова. Узбекская ССР смогла укомплектовать 15 дивизий и бригад.

### Награды
Множество войнов были награждены орденами и медалями СССР и других стран. Почетного звания Героя Советского Союза удостоился 301 уроженец Узбекистана, тогда как 70 человек были награждены орденом Славы всех трех степеней. Также 200 тыс. солдат и офицеров из Узбекистана получили ордена и медали.

## Промышленность
Огромная работа была проведена в годы войны в промышленности:
В первые месяцы 1941 г. в стране развернулось предоктябрьское соревнование за лучшую помощь фронту. По примеру комсомольцев предприятий Москвы, Ленинграда, Урала в Узбекистане начали создаваться комсомольско-молодежные бригады. В короткий срок это движение получило широкий размах по всей республике. Первые такие коллективы были организованы на предприятии «Ташсельмаш» в октябре 1941 г., а к началу 1942 г. их насчитывалось по республике уже 1230. В результате самоотверженного труда рабочих во второй половине 1942 г. в число передовых предприятий вышли десятки заводов, в том числе Ташкентский паровозоремонтный, абразивный заводы, Маргиланский шелковый комбинат, эвакуированный харьковский завод «Электростанок» и другие предприятия.
Одним из важных резервов повышения производительности, увеличения выпуска и улучшения качества продукции для фронта явилось повышение производственно-технической квалификации кадров. Если в предвоенном 1940 г. в промышленности Узбекистана было занято 121 тыс. человек, то в 1943 г. — 187 тыс., а в 1944 г. — 197,7 тыс.
В целом же Узбекистан в годы войны стал одним из важных арсеналов Рабоче-крестьянской Красной Армии и дал фронту 2090 самолетов, 17 342 авиамотора, 2 318 000 авиабомб, 1 млн мин, снарядов и других боеприпасов. Предприятия легкой промышленности и артели промкооперации выпустили продукции на 443,3 млн руб.

## Эвакуация в Узбекистан
Во время Великой Отечественной войны в Узбекистан, как и в другие советские республики Средней Азии, были эвакуированы население и предприятия из других республик.

Памятник семье Шамахмудовых в Ташкенте на площади Дружбы народов

С августа 1941 г. в республику приходят первые эшелоны с эвакуированным населением. Отдельно можно выделить заботу, оказанную детям. В срочном порядке были организованы детские дома и начата работа по размещению детей в семьи. За время войны 300 тыс. сирот со всех республик разных национальностей и возраста нашли внимание, заботу и приют. Известен случай когда семья Шамахмудовых взяли на воспитание и усыновили 15 обездоленных детей разных национальностей, эвакуированных в УзССР. В Ташкенте на площади, получившей название «Дружбы народов», был установлен памятник семье Шамахмудовых — монумент Дружбы народов.
Осенью 1941 г. в г. Ташкент были эвакуированы научно-исследовательские институты АН СССР. В совокупности перебазировано 22 научно-исследовательских институтов.
С июня по ноябрь 1941 г. республика приняла более 100 промышленных предприятий. Благодаря самоотверженной помощи граждан республики, эти предприятия в короткие сроки были введены в эксплуатацию. Так, например, цеха завода «Ростсельмаш» через 25 дней после эвакуации были смонтированы и давали первую продукцию.